# Álvaro Pintos
Álvaro Pintos, vollständiger Name Álvaro Gabriel Pintos Fraga (* 24. Oktober 1977 in Montevideo) ist ein ehemaliger uruguayischer Fußballspieler.

## Karriere

### Verein
Der nach Angaben seines Vereins 1,80 Meter große Stürmer begann seine Laufbahn 1996 beim Erstligisten Club Atlético Cerro, bei dem er fortan bis 2000 zum Kader zählte. In diesem Zeitraum gewann er mit dem Klub sowohl die Apertura als auch die Clausura der Zweitligaspielzeit 1998 und stieg mit den Montevideanern als Zweitligameister in jenem Jahr die Primera División auf. 2001 wechselte er zu Peñarol. Mit den „Aurinegros“ siegte er bei der Copa Paysandú und gewann das Torneo Clasificatorio 2001. Im Folgejahr kehrte er zu Cerro zurück und wird dort für das Torneo Clasificatorio jenes Jahres ebenso als Spieler des Clubs geführt, wie auch in der Clausura 2003, in der für ihn 14 Spiele und sieben Tore verzeichnet sind. 2003 stand er dann ebenfalls in Reihen des peruanischen Vereins Universitario de Deportes. Sein Klub gewann in jenem Jahr die Copa Perú. Im Torneo Clasificatorio des Jahres 2004 spielte er für Central Español. Auch findet sich sein Name teils in dieser Runde, jedenfalls aber im Jahr 2004 ebenfalls in Reihen Cerros. Für diese beiden Stationen des Jahres 2004 werden jeweils 13 absolvierte Ligaspiele bei vier erzielten Treffern geführt. 2005 wechselte er zum seinerzeit in der Primera División antretenden Club Sportivo Cerrito und bestritt 15 Erstligapartien (drei Tore).
Im selben Jahr war er auch für den israelischen Verein FC Bnei Sachnin aktiv. In der Clausura 2006 bestritt er zehn Spiele in der Ersten Liga Mexikos für Irapuato. Dem folgte die erneute Rückkehr zum Club Atlético Cerro, für den er nach dessen Abstieg die Zweitligasaison 2006/07 spielte und am Ende der Saison den Wiederaufstieg feiern konnte. In der Apertura 2007 schloss er sich Bella Vista an. Bei den Montevideanern wurde er in sieben Erstligaspielen (ein Tor) eingesetzt. Von dort zog er weiter zu Real Potosí, für den er in sechs Begegnungen der Copa Libertadores vier Tore erzielte und in der Apertura 2008 in 18 Liga-Spielen 13 Tore schoss. Die Saison 2008/09 absolvierte er für den iranischen Verein Rah-Ahan Tehran. 15 Einsätze und ein Tor umfasste dort seine persönliche Bilanz. Im Juni 2009 schloss er sich Jorge Wilstermann an. In Apertura und Clausura 2009 bestritt er für den bolivianischen Klub 15 Ligapartien. Sein Torekonto füllte er mit sechs Treffern. 2010 unterzeichnete er bei Cobresal in Chile. Dort werden je nach Quellenlage sowohl 34 Spiele mit zehn bzw. elf Torerfolgen für ihn geführt. Die weiteren Karrierestationen waren nun der argentinische Verein San Martín de Tucumán (2011; acht Spiele, kein Tor) und der Club San José, für den er sechsmal in 21 Spielen traf. 
Seit der Saison 2012/13 stand er wieder im Kader des Club Atlético Cerro. Die Bilanz dort lautet: 17 Einsätze, zwei Tore. Allerdings wurde er dabei überwiegend (15-mal) lediglich eingewechselt. Im August 2013 wechselte er auf Leihbasis zum seinerzeit von Hugo Pilo trainierten Zweitligisten Club Atlético Torque. Dort absolvierte er in der Saison 2013/14 bis zu seinem letzten Einsatz am 16. November 2013 bei der 0:1-Heimniederlage gegen den Huracán FC fünf Zweitligaspiele und schoss ein Tor. Nach der Saison 2013/14 wird er als Abgang ohne Zielangabe bei Cerro geführt. Im Sommer 2014 beendete er seine Karriere.

### Nationalmannschaft
Pintos gehörte diversen Juniorenauswahlmannschaften Uruguays an.